# Hotel y Resort Goldeneye
El Hotel y Resort Goldeneye (en inglés: Goldeneye Hotel and Resort) está situado al lado de la propiedad Golden Clouds en el pueblo de Oracabessa, Jamaica. Es propiedad de Chris Blackwell, un empresario de entretenimiento que fundó el sello Island Records, Palm Pictures y Island Outpost, una empresa que posee y opera sus hoteles boutique. 
Goldeneye fue construido originalmente por Ian Fleming, creador del personaje de James Bond y que escribió todas sus novelas de Bond mientras vivía allí.